# Demarziella alternata
Demarziella alternata är en skalbaggsart som beskrevs av Lea 1923. Demarziella alternata ingår i släktet Demarziella och familjen bladhorningar. Inga underarter finns listade i Catalogue of Life.